# Чемпионат России по современному пятиборью среди женщин 2017
XXV Чемпионат России по современному пятиборью среди женщин проходил в городе Москва 15-18 июня 2017 года.  Соревнования прошли на базе "Северный". Медали разыгрывались в личном и командном первенстве. Всего на старт вышли 36 спортсменок, представлявшие 8 регионов и городов России. В командном первенстве за медали боролись 5 сборных.
Чемпионкой России 2017 года впервые стала Гульназ Губайдуллина, представляющая два региона Московскую область и Ямало-Ненецкий округ.

## Чемпионат России. Женщины. Личное первенство
- Плавание. Фехтование.

Губайдуллина возглавила турнирную таблицу уже после плавания. Но показавшие лучшие результаты в фехтовании Екатерина Макарова (256 очков) и Светлана Лебедева (244 очка) отняли у неё лидирующие позиции. По итогам двух видов программы у Макаровой стало 531 очко, Лебедева уступала ей всего 2 балла.
- Комбайн. Конкур.

В комбайне первое место заняла Анастасия Васильева из Самары с результатом 11.50,0. Губайдуллина стала второй, но этого хватило, чтобы снова стать лидером после четырех видов.
- Положение после 4 видов.

1. Гульназ Губайдуллина - 1072 очка.
2. Анна Буряк - 1061 очко.
3. Екатерина Хураськина – 1046 очков.
В заключительном виде программы, конкуре, Хураськина и Буряк допустили ошибки, набрав соответственно 273 и 279 баллов. Губайдуллина, получив только 7 штрафных очков и финишировала в ранге чемпионки России.
| Дисциплина        | Золото                                           | Серебро                    | Бронза                               |
| Личное первенство | Гульназ Губайдуллина · Московская область · 1365 | Буряк Анна · Москва · 1340 | Хураськина Екатерина · Москва · 1319 |

- Личное первенство. Итоговые результаты.

| Место | Спортсмен            | Город, Республика  | Разряд | Плавание    | Фехтование | Комбайн      | Конкур | Сумма |
| 1.    | Гульназ Губайдуллина | Московская область | МС     | 2.05,75/299 | 208        | 12.15,00/565 | 293    | 1365  |
| 2.    | Буряк Анна           | Москва             | МС     | 2.14,38/282 | 238        | 12.39,00/541 | 279    | 1340  |
| 3.    | Хураськина Екатерина | Москва             | ЗМС    | 2.29,18/252 | 238        | 12.24,00/556 | 273    | 1319  |
| 4.    | Макарова Екатерина   | Москва- Самара     | КМС    | 2.17,83/275 | 256        | 13.20,00/500 | 286    | 1317  |
| 5.    | Матюхевич Полина     | Москва             | МС     | 2.15,41/280 | 226        | 13.13,00/507 | 300    | 1313  |
| 6.    | Баташова Ульяна      | Московская область | МСМК   | 2.16,22/278 | 208        | 12.45.00/535 | 286    | 1307  |
| 7.    | Фахрутдинова Алисэ   | Москва             | МСМК   | 2.14,84/281 | 232        | 13.29,00/491 | 300    | 1304  |
| 8.    | Вдовенко Екатерина   | Самарская область  | МСМК   | 2.20,81/269 | 232        | 12.42.00/538 | 265    | 1304  |
| 9.    | Карманчикова Ольга   | Самарская область  | МС     | 2.07,64/295 | 208        | 13.15,00/491 | 293    | 1301  |
| 10.   | Лебедева Светлана    | Москва             | МСМК   | 2.12,71/285 | 244        | 13.52.00/468 | 293    | 1290  |
| 11.   | Тебекина Людмила     | Нижний Новгород    | МСМК   | 2.13,22/284 | 220        | 13.48,00/472 | 293    | 1269  |
| 12.   | Чистякова Анастасия  | Москва             | КМС    | 2.24,20/262 | 226        | 13.22.00/498 | 276    | 1262  |
| 13.   | Васильева Анастасия  | Самарская область  | КМС    | 2.35,33/239 | 184        | 11.50.00/590 | 243    | 1262  |

## Чемпионат России. Женщины. Командное первенство.
- Итоговые результаты.

| Место | Команда               | Имя, Фамилия                                              | Сумма очков |
| ----- | --------------------- | --------------------------------------------------------- | ----------- |
| 1     | Москва                | Алисэ Фахрутдинова Анна Буряк Лебедева Светлана           | 3934        |
| 2     | Самарская область     | Екатерина Вдовенко Васильева Анастасия Макарова Екатерина | 3877        |
| 3     | Московская область    | Гульназ Губайдуллина Баташова Ульяна Зарина Насырова      | 3557        |
| 4     | Нижегородская область | Тебекина Людмила Анна Макеева Ненюхина Елена              | 3040        |
| 5     | Санкт-Петербург       | Анастасия Петрова Грибова Дарья Хамппу Мария              | 2875        |